# Elin Kjos
Elin Andrea Kjos, ursprungligen Sundström, född 5 januari 1988 i Kungsängens församling i Stockholms län, död 21 mars 2023 i Kungsängen, var en svensk träningsprofil och simmare som tävlade för Simklubben Neptun.

## Bakgrund
Elin Kjos växte upp i Kungsängen tillsammans med sin tvillingsyster Ida och det yngre tvillingparet Martin och Emma, samt föräldrarna Liv och Fredrik Kjos.  Familjen hette tidigare Sundström innan mormoderns norska namn Kjos antogs. Tillsammans med systern Ida tränade hon simning på elitnivå fram till 20-årsåldern och tävlade på SM-nivå. Hon utbildade sig senare inom hälsa, träning och blev personlig tränare.
Som tränare hade hon ett Instagramkonto som nådde viss framgång. När hon 2020 upptäckte en aggressiv cancer i lungan började hon dela sin sjukdomsresa på Instagram. Kontot växte snabbt och blev ett av Sveriges mest inflytelserika: 2022 listade Medieakademins Maktbarometer hennes instagramkonto som det 44 mäktigaste i Sverige.
Hon berättade återkommande om sin sjukdom i traditionella medier, och 18 mars 2022 höll hon i Stockholm sitt TED-tal.
Den 1 mars 2023 var hon en av gästerna i ”Renées brygga” i TV4. Några veckor senare avled Elin Kjos.